# Arnaldo Martelli
Arnaldo Martelli (San Marino, 1887 – Torino, 17 settembre 1955) è stato un attore italiano.

## Biografia
Tra gli anni trenta e gli anni sessanta è apparso in ruoli da caratterista in pellicole diretta tra gli altri da Mario Mattoli, Piero Ballerini, Mario Camerini e Sergio Corbucci.
Attivo anche in teatro, dopo la sua morte il Piccolo Teatro di San Marino è stato intitolato a suo nome.

## Prosa radiofonica Rai
- Tu di Alfio Berretta, regia di Claudio Fino, trasmessa il 17 giugno 1950.

## Filmografia
- Passaporto rosso, regia di Guido Brignone (1935)
- Duetto vagabondo, regia di Guglielmo Giannini (1938)
- La dama bianca, regia di Mario Mattoli (1938)
- La buona fortuna, regia di Fernando Cerchio (1944)
- Peccatori, regia di Flavio Calzavara (1944)
- Abbiamo vinto!, regia di Robert Adolf Stemmle (1950)
- Arrivano i nostri, regia di Mario Mattoli (1951)
- Carovana di canzoni, regia di Sergio Corbucci (1954)